# Homilie
Homilie (z řeckého homilia, shromáždění, beseda, vyučování) je v běžném církevním provozu jiný výraz pro kázání, zejména při eucharistické bohoslužbě. V užším slova smyslu je homilie kázání exegetické, tj. věnované výkladu biblického čtení.

## Typy kázání podle vztahu k biblickému čtení

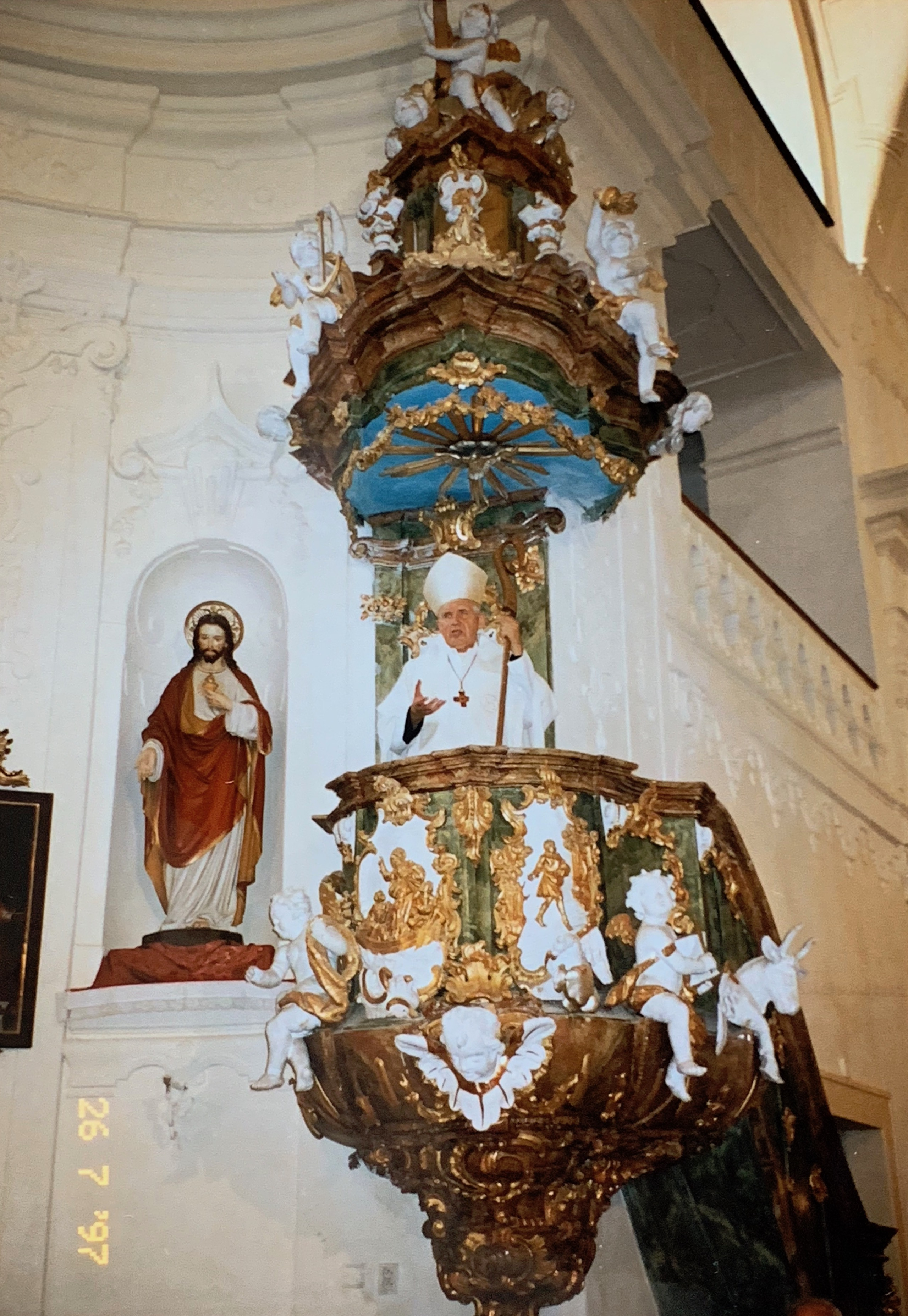
Biskup Josef Koukl při homilii na kazatelně

Podle toho, jak se obsah kázání vztahuje k liturgickému čtení perikopě určité neděle nebo svátku, lze rozlišovat:
- kázání exegetické, někdy též homiletické, jež je výkladem a reflexí biblických čtení při bohoslužbě; mělo by být založeno na vlastním rozjímání či meditaci kazatele;[1]
- kázaní tematické, jež má jiné, na liturgickém čtení nezávislé téma, případně kázání příležitostné, kdy biblický text není jeho jádrem (například kázání adventní, primiční, misijní nebo pohřební)[2]

Původně znamenala homilie kázání vůbec, zmíněné rozlišení zavedl Órigenés († 253). Slavné jsou homilie biskupa sv. Augustina nebo papeže Řehoře Velikého († 604).

## Související pojmy
Postila (dříve psáno postilla) je starší označení buďto pro jednotlivé kázání, nebo pro jejich sbírku (knihu), obvykle psanou v národním jazyce; dnes se pojem používá hlavně v literární historii. Známá je například Husova Postila nebo Řeči nedělní a sváteční Petra Chelčického.